# Thomas Brudenell-Bruce, I conte di Ailesbury
Thomas Brudenell-Bruce, I conte di Ailesbury (Londra, 30 aprile 1729 – Londra, 19 aprile 1814), è stato un nobile inglese.

## Biografia
Era il figlio minore di George Brudenell, III conte di Cardigan, e di sua moglie, lady Elizabeth Bruce, figlia di Thomas Bruce, III conte di Elgin. Studiò a Winchester College.
Nel febbraio del 1747, all'età di 17 anni, successe allo zio, Charles Bruce, IV conte di Elgin, come secondo barone Tottenham. Nel 1767 ha aggiunto, con regio licenza, il cognome aggiuntivo di Bruce.

## Carriera
È stato Lord of the Bedchamber di Giorgio III. Nel 1776 fu creato conte di Ailesbury. Successivamente fu Lord luogotenente del Wiltshire (1780-1782), come Lord Ciambellano e tesoriere (1792-1814) della regina Carlotta (1780-1792). Nel 1786 fu nominato Cavaliere dell'Ordine del Cardo.

## Matrimonio
Sposò, il 17 febbraio 1761, Susanna Hoare, figlia del banchiere Henry Hoare e vedova di Charles Boyle, visconte Dungarvan. Ebbero cinque figli:
- Lady Caroline Anne Brudenell-Bruce (?-1824);
- George Brudenell-Bruce, Lord Bruce (1762-1783);
- Lady Frances Elizabeth Brudenell-Bruce (1765-1836), sposò Sir Henry Wright-Wilson, non ebbero figli;
- Charles Brudenell-Bruce (1767-1768);
- Charles Brudenell-Bruce, I marchese di Ailesbury (1773-1856).

Sposò, il 14 febbraio 1788, lady Anne Elizabeth Rawdon, figlia di John Rawdon, I conte di Moira e di Elizabeth Hastings, baronessa Hastings. Non ebbero figli.

## Morte
Morì il 19 aprile 1814, all'età di 84 anni, a Seamore Place, a Londra. Fu sepolto a Maulden, Bedfordshire.